# Kaarlo Castrén

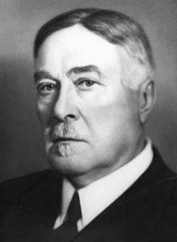
Kaarlo Castrén

Kaarlo Castrén (* 28. Februar 1860 in Turtola; † 19. November 1938 in Helsinki) war ein finnischer Bankfachmann, Politiker und Ministerpräsident.

## Studium und berufliche Laufbahn
Castrén wurde als Karl Castrén 1860 in Lappland als Sohn des Pfarrers Johan Robert Castrén und dessen Frau Ida Maria Susanna Taucher geboren. Castrén absolvierte ein Studium der Rechtswissenschaften, das er bereits 1887 als Bachelor of Laws abschloss. Anschließend war er von 1888 bis 1892 Beamter in der Finanzbehörde der Senatsverwaltung. Zugleich war er 1888 bis 1898 Anwalt in der Kanzlei Castrén & Snellman. Von 1892 bis 1904 war er Mitglied des Vorstandes der Kansallis-Osake-Bank. 1909 gründete er seine eigene Rechtsanwaltskanzlei und wurde zudem 1916 Direktor der Kansallis-Osake-Pankki.

## Politische Laufbahn
Castrén begann seine politische Laufbahn bereits 1894 mit der Wahl in den Landtag, dem er auch 1905 bis 1906 angehörte. Von 1908 bis 1909 war er zunächst Senator für Bürgerliche Angelegenheiten in der damaligen Senatsverwaltung des Großfürstentums.
Nach der Unabhängigkeit trat er der National-Progressiven Partei (KEP) bei und war von November 1918 bis April 1919 Finanzminister im ersten Kabinett von Lauri Ingman. Diesem folgte er am 17. April 1919 im Amt des Ministerpräsidenten. Nachdem sein Kabinett einen Vorschlag zur Bildung künftiger republikanischer Regierung unterbreitet hatte, trat es am 15. August 1919 zurück.

## Biographische Quellen und Hintergrundinformationen
- Biographische Notizen auf der Homepage der Finnischen Regierung
- Siihvonen, Riitta: "The Vacant Throne. The Question of Supreme Authority in Finland 1917-1919". Helsinki 1997
- Finnische Geschichte in Briefmarken: Zwischen den Kriegen (1919–1939)

| Personendaten    | Personendaten        |
| ---------------- | -------------------- |
| NAME             | Castrén, Kaarlo      |
| KURZBESCHREIBUNG | finnischer Politiker |
| GEBURTSDATUM     | 28. Februar 1860     |
| GEBURTSORT       | Turtola              |
| STERBEDATUM      | 19. November 1938    |
| STERBEORT        | Helsinki             |